# Martina McBride
Martina McBride (właściwie Martina Mariea Schiff, ur. 29 lipca 1966 w Medicine Lodge, Kansas) – amerykańska piosenkarka country.

## Dyskografia
- 1992: The Time Has Come
- 1993: The Way That I Am
- 1995: Wild Angels
- 1997: Evolution
- 1998: White Christmas
- 1999: Emotion
- 2003: Martina
- 2005: Timeless
- 2007: Waking Up Laughing
- 2009: Shine
- 2011: Eleven
- 2014: Everlasting